# Elecciones generales de Guinea Ecuatorial de 2022
Las elecciones generales de Guinea Ecuatorial de 2022 se celebraron el 20 de noviembre de 2022, junto a elecciones municipales. Los comicios se llevaron a cabo con el propósito de elegir al presidente de la República y a los miembros de la Cámara de los Diputados y el Senado.
El presidente Teodoro Obiang Nguema fue reelegido para un nuevo mandato, mientras que el bloque oficialista obtuvo la totalidad de escaños en ambas cámaras legislativas.

## Sistema electoral
El presidente de Guinea Ecuatorial es elegido mediante escrutinio mayoritario uninominal.
Los 100 miembros de la Cámara de los Diputados son elegidos por representación proporcional de listas cerradas con 19 distritos electorales plurinominales que a su vez cuentan con un umbral electoral del 10 %. De los 70 miembros del Senado, 55 son elegidos de los mismos 19 distritos electorales también por representación proporcional de lista cerrada y con un umbral electoral del 10 %, mientras que 15 miembros adicionales son designados por el Gobierno.

## Desarrollo
El 5 de abril de 2022 el Gobierno dio por iniciado el proceso de inscripción en el censo electoral, el cual es obligatorio para todas las personas de nacionalidad ecuatoguineana que hayan cumplido los 18 años y no hayan sido privadas definitiva o temporalmente del derecho a sufragio. El censo electoral fue oficialmente presentado ante el presidente Teodoro Obiang Nguema a finales de agosto, habiéndose inscrito un total de 427 661 personas.
Si bien originalmente solo debían celebrarse elecciones legislativas, el 9 de septiembre el Parlamento de Guinea Ecuatorial aprobó adelantar las elecciones presidenciales programadas para 2023 con el objetivo de hacerlas coincidir. La justificación para este cambio fueron las «importantes restricciones económicas» que enfrenta el país. La acción del parlamento contó con el apoyo del presidente Obiang, mientras que el partido opositor Convergencia para la Democracia Social (CPDS) se mostró en desacuerdo por considerar que el adelanto constituye una violación a la Ley Fundamental de Guinea Ecuatorial.
El 21 de septiembre, Obiang estableció por decreto el 20 de noviembre como fecha de las elecciones. La campaña electoral tuvo lugar entre el 3 y el 18 de noviembre.
El 31 de octubre, Guinea Ecuatorial cerró sus fronteras terrestres hasta después de las elecciones, para garantizar la «seguridad» de la votación.
La Unión Africana envió una misión de 53 observadores electorales encabezada por el expresidente de Guinea-Bissau José Mario Vaz. Por su parte, la Comunidad de Países de Lengua Portuguesa (CPLP) envío una misión de 15 observadores encabezada por la ex primera ministra de Santo Tomé y Príncipe, Maria do Carmo Silveira. Además, la Comunidad Económica de los Estados de África Central (CEEAC) envió una delegación de 16 personas encabezada por la expresidenta de la República Centroafricana Catherine Samba-Panza. Estas misiones de observación fueron criticadas por la oposición, que las acusó de ser parciales.

## Candidaturas

### Elecciones presidenciales
El 14 de octubre de 2022, la Comisión Electoral Nacional (CEN) anunció todos los candidatos que participarán en las elecciones de noviembre. Para la elección presidencial, hubo tres candidatos, incluido el actual presidente Obiang.
El 23 de septiembre de 2022, el vicepresidente Teodoro Nguema Obiang Mangue y el secretario general del Partido Democrático de Guinea Ecuatorial (PDGE) Jerónimo Osa Osa Ecoro anunciaron que la Junta Ejecutiva del PDGE había elegido por unanimidad al presidente en ejercicio Teodoro Obiang Nguema como candidato presidencial.
El 11 de octubre, el secretario general de la Convergencia para la Democracia Social (CPDS), Andrés Esono Ondó, anunció su candidatura presidencial.
Buenaventura Monsuy Asumu, Senador en ejercicio que se ha postulado en las últimas cuatro elecciones presidenciales, es el candidato del Partido de la Coalición Social Demócrata (PCSD). El PCSD estuvo aliado con el gobernante PDGE para las elecciones legislativas y municipales hasta los comicios de 2017.

### Elecciones parlamentarias
Como ha ocurrido en la mayoría de las elecciones legislativas anteriores, el gobernante Partido Democrático de Guinea Ecuatorial (PDGE) se presentará en coalición con una serie de partidos dentro de la llamada «Coalición Democrática», siendo estos la Convención Liberal Democrática (CLD), la Convergencia Social Democrática y Popular (CSDP), el Partido Socialista de Guinea Ecuatorial (PSGE), la Unión Popular (UP), la Unión Democrática Social (UDS), el Partido Liberal (PL), la Unión Democrática Nacional (UDENA), la Alianza Democrática Progresista (ADP), el Partido Social Demócrata de Guinea Ecuatorial (PSDGE), el Partido Nacional Democrático de Guinea Ecuatorial (PNDGE), la Unión Nacional por la Democracia de Guinea Ecuatorial (UNDGE), el Congreso Nacional de Guinea Ecuatorial (CNGE), la Acción Popular de Guinea Ecuatorial (APGE) y la Unión de Centro Derecha (UCD). Los quince partidos firmaron un convenio de coalición el 22 de abril.
En julio de 2022, la Convergencia para la Democracia Social (CPDS) anunció su intención de participar en las elecciones, mostrándose abierta a incluir en sus listas a candidatos de otras formaciones políticas a fin de constituir un frente opositor común. Esta propuesta no llegó a materializarse.

### Partidos que llaman al boicot
La oposición en el exilio, agrupada en el Pacto Político —alianza integrada, entre otros, por el Partido del Progreso de Guinea Ecuatorial, la Fuerza Demócrata Republicana, la Alianza Nacional para la Restauración Democrática, el Movimiento para la Autodeterminación de la Isla de Bioko y la Coalición CORED— llamó a boicotear las elecciones por considerarlas ilegítimas y fraudulentas.

## Controversias
Tras comenzar la campaña electoral, el Gobierno de los Estados Unidos —a través del portavoz del Departamento de Estado, Ned Price— instó al Gobierno de Obiang a realizar unas elecciones «libres y justas». La Unión Europea, a través del Servicio Europeo de Acción Exterior, adquirió una postura similar expresando que en Guinea Ecuatorial debían celebrarse unas elecciones «pacíficas, inclusivas y transparentes». Pocos días después, el Ministro de Asuntos Exteriores, Simeón Oyono Esono Angüe, denunció que agentes diplomáticos de las embajadas de España, Estados Unidos y Francia estaban cometiendo actos de «injerencia electoral» al participar en mítines electorales de partidos políticos de la oposición.
El candidato opositor Andrés Esono Ondó denunció la falta de cobertura mediática que recibió su partido, asegurando que la TVGE —televisión pública del país— silenció las propuestas de la CPDS. Esono también tuvo intenciones de participar en un debate televisado junto a Obiang, pero el vicepresidente Teodorín Nguema Obiang aseguró que su padre no aceptaría tal propuesta. Tras el cierre de la campaña electoral, Esono afirmó que el Gobierno de Obiang estaba preparando un «fraude monumental», argumentando que «en la periferia del país, nos llegan informaciones de que el partido en el poder está retirando los carnés de elector de la población. Y los votos de esos carnés van a favor del PDGE».

## Jornada electoral
La jornada electoral transcurrió entre las 8 y las 18 horas. En declaraciones a la TVGE después de acudir a votar, el presidente Obiang Nguema se mostró confiado en su triunfo.
Durante la jornada electoral, el candidato opositor Andrés Esono Ondó continuó realizando denuncias de fraude electoral, asegurando que en ciertas zonas del país los electores fueron obligados a votar en público, que los interventores de su partido fueron obstaculizados en su labor o que hubo mesas electorales donde las votaciones fueron terminadas antes de la hora de inicio de las elecciones ya que el presidente del colegio electoral había «votado» en representación de todos los electores de su jurisdicción. El candidato Buenaventura Monsuy denunció hechos similares, asegurando que un bus que trasladaba a los interventores de su partido a las distintas mesas electorales fue interceptado por la policía y llevado a un lugar desconocido. Al igual que Esono, Monsuy también denunció el cierre anticipado de mesas.
Pese a las denuncias de los candidatos opositores, fuentes cercanas al gobierno aseguraron que la votación había transcurrido con normalidad.
La noche del 20 de noviembre, el ministro del Interior y Corporaciones Locales, Faustino Ndong Esono Ayang dio a conocer entre los medios de comunicación los primeros resultados escrutados. Sobre la base de 324 de 1486 mesas escrutadas, el PDGE había obtenido un 99,7 % de los votos.
Al día siguiente, la Junta Electoral informó los nuevos resultados de las elecciones, en las que, luego de escrutar 616 mesas electorales, el PDGE obtenía el 98% de los votos.
El 22 de noviembre, Obiang celebró una audiencia con los observadores electorales de la CPLP y la CEEAC. El 24 de noviembre, hizo lo mismo con el jefe de la misión de la Unión Africana José Mario Vaz.

## Resultados
El 26 de noviembre, la Junta Electoral Nacional dio a conocer los resultados electorales y proclamó a Teodoro Obiang Nguema como presidente electo.

### Elecciones presidenciales
|  | 97.00 % |

|  | 2.31 % |

|  | 0.68 % |

|  | 99.50 % |

|  | 0.30 % |

|  | 0.20 % |

|  | 98.33 % |

|  | 1.67 % |

### Elecciones legislativas y municipales
En las elecciones legislativas y municipales celebradas en paralelo a las elecciones presidenciales, el PDGE y sus aliados de la Coalición Democrática se hicieron con la totalidad de los cargos electos. El bloque oficialista obtuvo los 55 escaños del Senado, los 100 escaños de la Cámara de los Diputados y los 588 escaños municipales. La CPDS y el PCSD no lograron elegir ningún cargo.
Los votos y el porcentaje obtenidos por cada partido en las elecciones legislativas y municipales no fueron publicados.

## Reacciones
La CPDS y su candidato presidencial Andrés Esono Ondó rechazaron los resultados electorales por considerarlos fraudulentos.  El 30 de noviembre, la CPDS pidió en un comunicado oficial la anulación de los resultados.
La Unión Europea lamentó que el entorno en el que se llevaron a cabo los comicios «no fuera propicio para elecciones democráticas, pluralistas y participativas». El Departamento de Estado de los Estados Unidos emitió un comunicado en el que expresó su preocupación por las irregularidades denunciadas. La Internacional Socialista condenó el proceso electoral por considerarlo fraudulento, y respaldó a CPDS. En España, el gobernante Partido Socialista Obrero Español (PSOE) instó a Obiang Nguema a entablar un diálogo con la oposición y emprender reformas democráticas, expresando que las elecciones no habían contado con garantías suficientes. Dichas declaraciones causaron enfado en el gobierno ecuatoguineano, y el PDGE emitió un comunicado en el que reprochó al PSOE  su «postura neocolonialista y supremacista».
La misión de observadores de la Unión Africana, en contraste, consideró que las elecciones cumplieron con las «normas internacionales» y no se detectaron «irregularidades tangibles».

## Consecuencias
El 8 de diciembre de 2022 se realizó una ceremonia de investidura en la que Obiang fue juramentado para un nuevo mandato de siete años. A la ceremonia asistieron los presidentes de la República del Congo Denis Sassou-Nguesso, de Burundi Évariste Ndayishimiye, de Zimbabue Emmerson Mnangagwa, de República Centroafricana Faustin-Archange Touadéra y de Santo Tomé y Príncipe Carlos Vila Nova.